# Bernard Palissy

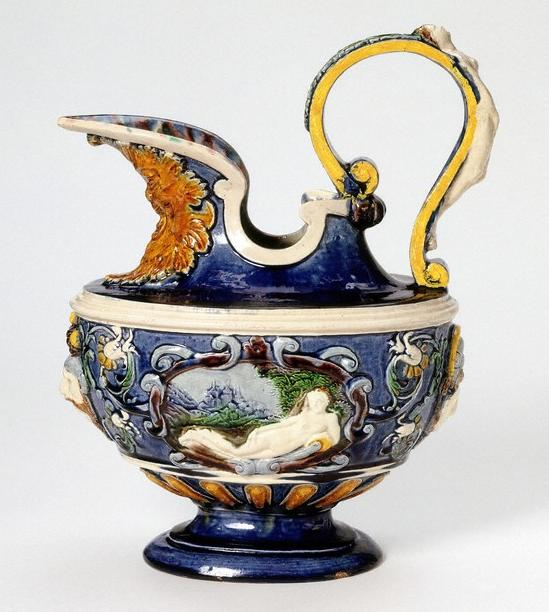
Fajansowe naczynie wytworzone przez Palissy'ego

Bernard Palissy (ur. ok. 1510, zm. 1589 w Bastylii) – francuski ceramik, emalier, chemik, fizyk i geolog. 

## Życiorys
Był teoretykiem i projektantem ogrodów. Wytwarzał naczynia z fajansu delikatnego z glazurowaną, wypukłą i wielobarwną dekoracją plastyczną. Wykorzystywał między innymi motywy roślinne i zwierzęce. Palissy jest również autorem nowatorskiego traktatu z dziedziny chemii i rolnictwa. 
Po ogłoszeniu pracy "Discours admirables de la nature des eaux", w której stwierdzał, że znajdowane na obszarze Basenu Paryskiego skamieniałe skorupy małży i ślimaków są szczątkami rzeczywistych dawnych zwierząt, został uwięziony jako heretyk w Bastylii, gdzie zmarł. 